# Mark Redl
Mark-Patrick Redl (* 6. Januar 1993 in Malsch) ist ein deutscher Fußballtorwart. 

## Karriere
Redl spielte in der Jugend für den SV 08 Kuppenheim, den SV Niederbühl und den FC Rastatt 04, bevor er sich 2009 der TSG Hoffenheim anschloss. Nach drei Saisons in der A- und B-Jugend der Hoffenheimer rückte der Keeper zur Spielzeit 2012/13 in die zweite Mannschaft auf. Allerdings kam er dort nicht zum Zuge und wechselte ein Jahr später zum Drittligisten Stuttgarter Kickers. Dort absolvierte er zunächst mehrere Spiele in der zweiten Mannschaft der Kickers und saß mehrmals als Ersatztorwart beim Drittligateam auf der Bank. Sein Profidebüt gab Redl am 15. Februar 2014, als er beim Heimspiel gegen den VfL Osnabrück auf Grund einer Verletzung von Markus Krauss eingewechselt wurde.
Zur Saison 2015/16 wechselte Redl zum Regionalligisten Borussia Dortmund II, wo er Ersatzmann hinter Hendrik Bonmann wurde. Er verließ den Verein ohne Ligaeinsatz am Ende der Saison und war zunächst ohne Anstellung. 
Am 12. Dezember 2016 wurde Redl von der Zweiten Mannschaft des 1. FC Kaiserslautern verpflichtet.
Nachdem Redl bei der Zweiten Mannschaft des 1. FC Kaiserslautern nicht eingesetzt wurde, unterschrieb er bis Juni 2018 beim FC Homburg in der Oberliga Rheinland-Pfalz/Saar.